# 望水台街道
望水台街道，是中华人民共和国辽宁省辽阳市太子河区下辖的一个已不复存在的乡镇级行政单位，2020年4月并入铁西街道。

## 行政区划
望水台街道原辖以下地区：
振兴社区、望水台村、瓦窑子村、上王家村、肖夹河村、段夹河村、景尔屯村、下王家村和道西庄村。